# Região Geográfica Imediata de Teresina
A Região Geográfica Imediata de Teresina é uma das 19 regiões imediatas do estado brasileiro do Piauí, uma das 5 regiões imediatas que compõem a Região Geográfica Intermediária de Teresina e uma das 509 regiões imediatas no Brasil, criadas pelo IBGE em 2017. É composta de 16 municípios. Tem uma população de 1.128.359 habitantes segundo o censo de 2022 do IBGE. Todos eles estão inclusos no território piauiense de Entre Rios, exceptuando Novo Santo Antônio, que se localiza na de Carnaubais, .